# 土佐市立高石小学校
土佐市立高石小学校（とさしりつ たかいししょうがっこう）は、高知県土佐市にある公立小学校。土佐市の西部、四国を代表する清流の仁淀川と同市内を流れる波介川（はげがわ）との合流地点付近に位置する。

## 沿革
- 1892年（明治25年） - 創立[1]。
- 1959年（昭和34年）1月1日 - 市制施行により土佐市立高石小学校となる。

## 通学区域
- 高知県土佐市 用石、初生、中島、塚地、野尻[2]。

卒業生は土佐市立高岡中学校に進学する。

## 周辺
- 国道56号
- 仁淀川大橋

## 通学区域が隣接している学校
- 土佐市立高岡第一小学校
- 土佐市立波介小学校
- 土佐市立宇佐小学校
- 土佐市立新居小学校
- 高知市立春野西小学校